# Chirignago
Chirignago is een plaats (frazione) in de Italiaanse gemeente Venezia.